# Katon Bagaskara
Katon Bagaskara, właśc. Ignatius Bagaskoro Katon (ur. 14 czerwca 1966 w Magelang) – indonezyjski piosenkarz i kompozytor, wokalista grupy popowej KLa Project.
Swoją pierwszą piosenkę stworzył jeszcze w trakcie nauki w szkole podstawowej. Nauczył się gry na gitarze od swojego najstarszego brata, Andre Maniki.
W 1986 r. znalazł się wśród założycieli zespołu KLa Project. Wspólnie nagrali singiel „Tentang Kita”, który znalazł się na albumie kompilacyjnym 10 Bintang Nusantara (1988). W okresie swojej największej popularności (od późnych lat 80. do lat 90.) grupa wypromowała szereg przebojów muzycznych. Lokalne wydanie magazynu „Rolling Stone” umieściło ich utwory „Yogyakarta” i „Tentang Kita” wśród 100 indonezyjskich utworów wszech czasów (kolejno na pozycjach 16. i 49.). Na swoim koncie mają także liczne nagrody BASF.
W ramach kariery solowej wydał albumy: Katon Bagaskara, Gemini i Harmoni Menyentuh. Do jego przebojów należą m.in. utwory „Dinda di Mana” i „Negeri di Awan”. Ta druga piosenka przyniosła mu w 1996 r. nagrodę BASF w kategorii najlepszy utwór muzyczny.
W 1996 r. wydał zbiór poezji Bulan Dibuai Awan.
Jego młodszym bratem jest Nugie.